# Puerto Real (Puerto Rico)
Puerto Real is een plaats (comunidad) in het Amerikaanse unincorporated territory Puerto Rico, en valt bestuurlijk gezien onder gemeente Cabo Rojo.

## Demografie
Bij de volkstelling in 2000 werd het aantal inwoners vastgesteld op 6166.

## Geografie
Volgens het United States Census Bureau beslaat de plaats een oppervlakte van 4,7 km², waarvan 3,0 km² land en 1,7 km² water. Puerto Real ligt op ongeveer 33 m boven zeeniveau.

## Plaatsen in de nabije omgeving
De onderstaande figuur toont nabijgelegen plaatsen in een straal van 76 km rond Puerto Real.